# Skwer Skaczącej Gwiazdy we Wrocławiu
Skwer Skaczącej Gwiazdy (Springstern) – skwer położony we Wrocławiu w obrębie osiedla Ołbin, stanowiący obszar miejskiej przestrzeni zielonej, którego nazwa została nadana uchwałą Rady Miejskiej Wrocławia z dnia 4 listopada 2010 r., a obowiązuje od dnia 15 grudnia 2010 r. Nazwa ta pochodzi od historycznie położonych w tym rejonie dawnych murów miejskich - położona tu ulica Na Szańcach, to toponimiczny ślad po dawnych fortyfikacjach miejskich wzniesionych w latach 1771–1782 z rozkazu króla pruskiego Fryderyka II. Samo określenie "Skaczącej Gwiazdy" wywodzi się natomiast od identycznej nazwy (Springstern) zespołu bastionów stanowiących północno-wschodnie umocnienia osiemnastowiecznego Wrocławia zlokalizowanych niegdyś właśnie w tym rejonie (zespół ten obejmował trzy bastiony: Różankowy – Rosenthaler Bastion, Psiego Pola – Hundsfelder Bastion i Nowowiejskiego – Neudorfer Bastion; wraz z obwałowaniami i fosami). Nazwa Springstern pochodzi od układu tego zespołu fortyfikacyjnego. Fortyfikacje te zostały rozebrane w 1807 r. po zdobyciu miasta przez wojska francuskie na ich rozkaz. Tędy przebiegło również jedno z ówczesnych ramion rzeki Odry (fosa zasilana wodami z rzeki), które w tym samym okresie zostało zasypane.
Skwer obejmuje kwartał w całości zajęty przez zieleń miejską otoczony ulicami:
- Ulica Bolesława Prusa[9][10] – na północ od skweru,
- Ulica Świętokrzyska[11][12] – na wschód od skweru,
- Ulica Na Szańcach[13][14] – na południe od skweru,
- Ulica Józefa Bema[15][16] – na zachód od skweru.